# Ђоко Павићевић
Ђорђије Ђоко Павићевић (До Пјешивачки, код Даниловграда, 6. мај 1872 — Никшић, 4. јун 1970) био је официр Црногорске и Југословенске војске, учесник Првог светског рата и Народноослободилачке борбе, пуковник Југословенске армије и најстарији народни херој Југославије.
Потицао је из старе ратничке црногорске породице. Касно се описменио, па је тек 1906. уписао војну школу. Као официр и присталица Јанка Вукотића дошао је у сукоб са министром војним Митром Мартиновићем, због чега је под оптужбом да је противник краља Николе скоро годину дана провео у затвору. Након Балканских ратова налазио се на дужности командира пограничне чете у Ђаковици. У току Првог светског рата, у саставу Санџачке војске, током 1914. и 1915. учествовао је у српско—црногорској офанзиви у Босни. Након окупације Црне Горе био је интерниран у Мађарску, где је у заробљеничком логору остао до краја рата. Као присталица уједињења Црне Горе и Србије ступио је у нову Југословенску војску, али се 1923. пензионисао на лични захтев. До почетка Другог светског рата живео је у селу Мокри До, код Никшића.
У току Тринаестојулског устанка, заједно са четворо деце — два сина и две ћерке, у својој 69. години ступио је у борбу. Као стари ратник посебно се истакао у јесен 1941, када је након сплашњавања устанка позивао народ да се прикључи Народноослободилачком покрету (НОП). Био је заменик команданта Требјешког батаљона Никшићког одреда, са којим је учествовао у борбама током Треће непријатељске офанзиве. Јуна 1942. је постао члан Штаба Пете црногорске бригаде са којом је учествовао у походу у Босанску крајину, а потом у борбама на Неретви и Сутјесци. Од краја 1942. био је саветник команданта Треће ударне дивизије, као и већник на Првом заседању АВНОЈ-а и члан ЗАВНО Црне Горе и Боке. У чланство КП Југославије примљен је септембра 1943. године. Књижевник Владимир Назор назвао га је најстаријим партизаном Југославије.
Након завршетка рата демобилисан је у чину пуковника, а извесно време био је председник Среског одбора НОФ у Никшићу и члан Главног одбора НОФ Црне Горе. Биран је за народног посланика Народне скупштине Црне Горе. Старији син Војислав му је погинуо у рату, а млађи Бранко био је први председник Црногорске академије наука и уметности. Носилац је Партизанске споменице 1941, а Орденом народног хероја одликован је 27. новембра 1953. године у својој 81. години, као најстарији носилац овог одликовања.

## Биографија
Рођен је на Ђурђевдан 6. маја 1872. године у селу Долу Пјешивачком, код Даниловграда. Потиче из племена Пјешивци. Био је четрнаесто дете у породици Шаја Павићевића и његове супруге Анђе, које су добили у поодмаклим годинама (имали су обоје преко педесет). Његов отац, био је барјактар и носилац Обилића медаље и по мајци унук Сима Вујовића Кођошије, чувеног јунака са Чева. Стицајем околности, крштен је истог дана када је рођен, а име Ђорђије добио је по Светом Ђорђу.
Одрастао је у старој црногорској ратничкој породици и одмалена слушао песме гуслара и приче старих ратника о пушкама, мегданима и ратовима. Пошто је његова породица била сиромашна, а најближа школа чак у Никшићу, нико од његове браће и сестара није се школовао. За време одслужење војног рока, који се у то време похађао у селу, био је од командира упућен на дослужење на Цетиње. Приликом једног обиласка војске, запазио га је сердар Јанко Вукотић, а након похвале четног официра, предложио му је да остане у војсци и понудио чин десетара. Ђоко је овај предлог одбио правдајући да треба да се ожени.
Године 1903, по повратку из војске, у оближњем селу Богмиловићи била је организована основна школа. Иако је тада имао преко тридесет година, Ђоко је желео да се описмени. Пошто му школске власти нису дозволиле упис, отишао је у Никшић и пожалио се војводи Ђуру Петровићу Његошу, који му је одобрио да може похађати основну школу. Након завршеног трећег разреда, 1906. је уписао Подофицирску школу Црногорске војске на Цетињу. Три године потом, Ђоко се 1909. оженио Добрицом, ћерком официра Ђока Бошковића.

### Официр Црногорске војске
Приликом уписа у Подофицирску школу, Ђоко је са групом полазника био одређен за службу пионира (претеча инжењерије), а тадашњи министар војни сердар Јанко Вукотић обећао им је да ће у свим правима бити изједначени са пешадијом. Каснији министар Митар Мартиновић није желео да одржи ово обећање, а један од разлога за то био је његов лош однос са Вукотићем. Како су обојица имали присталице у Црногорској војсци, знало се који официр је коме привржен. Ова подела, пренела се и на Подофицирску школу и њене питомце, а Ђоко је био велики присталица Јанка Вукотића, јер је управо његовом наклоношћу и уписао Подофицирску школу, с обзиром да је већ био у средњим годинама.
Погођени министарском неправдом, Ђоко и његови другови, њих двадесетак, одлучили су да се пожале књазу Николи, а на ово их је охрабрио и сам Вукотић. Након што га је Ђоко известио о њиховом проблему, књаз је одлучио да ову неправду исправи и наредио министру Мартиновићу да их изједначи са пешадијским подофицирима. Ово је изазвало велики револт код Мартиновића, који је њихов поступак доживео као бунт. Посебно се устремио на Ђока, кога је сматрао покретачем бунта. Почетком XX века у Црној Гори владала је оштра политичка борба између „крилаша”, чланова Народне странке, који су били противници апсолутистичке власти књаза Николе и „праваша”, чланова Праве народне странке, који су били присталице књаза. Мартиновић као велики противник „крилаша”, Ђоку је узео за зло то што је његов рођак официр Јован Павићевић био познати „крилаш”.
Почетком 1912. године, Ђоко је у чину потпоручника био постављен за командира Дољске чете. Јула исте године, у време припрема за Први балкански рат министар Мартиновић је вршио распоред командног кадра Црногорске војске и Ђока сменио са командне дужности и пребацио га у пионире (инжењерија). Ђоко и његови војници, доживели су ово као велику неправду, па је он одлучио да оде на Цетиње и замоли министра да га остави у његовој чети. По доласку на Цетиње обратио се министровом ађутанту за пријем, али је био одбијен. Пошто је поновио молбу за пријем, након два дана чекања, насилно је ушао код министра. Мартиновић је ово увидео као прилику за освету и наредио да Ђоко буде ухапшен. Вест о његовом хапшењу брзо је стигла до војника Дољске чете, који су одмах пошли код краља Николе да му се пожале. Краљ је министру упутио захтев да ослободи Ђока, али након Мартиновићеве претње оставком, морао је одустати. Пошто Ђоко није био пуштен из затвора, припадници Дољске чете су пошли код министра војног, али је он наредио да се водници и десетари ухапсе, а војници разоружају и врате кућама. Тек крајем децембра 1912, након пет месеци проведених у затвору, Ђокови другови су пуштени на слободу.
Када је октобра 1912. године отпочела опсада Скадра, Ђоко је краљу Николи упутио писмо са молбом да га ослободи из затвора и упути на фронт. Пошто је Мартиновић, успео да убеди краља да је Ђоко недисциплиновани официр и противник његове владавине, он је одбио његову молбу. Такође, успео је да против Ђока окрене и краљеве синове, принчеве Мирка и Петра, који су га познавали из Подофицирске школе. Многи официри сматрали су да је Ђоко неправедно осуђен. Сердар Јанко Вукотић је након избора за команданта Црногорске војске, затражио да се ослободи и заједно са њим пође на фронт, али је краљ остао упоран у својој одлуци. Тек након што је Вукотић поново био изабран за министра војног, Ђоко је маја 1913. пуштен из затвора да се брани са слободе. Августа исте године одржано је суђење на коме је због дрског понашања према министру војске осуђен на шест месеци затвора, а како је у притвору провео скоро годину дана, одмах је био слободан. Оваквим поступањем дивизијара Мартиновића и краља Николе према њему, Ђоко је био веома повређен, не толико што је у затвору провео скоро годину дана, колико јер му је било онемогућено да учествује борбама за ослобођење од Турака и тако настави ратничку традицију своје породице.
Након изласка из затвора, извесно време је провео у родном селу. Тада се понео мишљу да напусти Црногорску војску и пређе у Српску војску и баш када је припремао планове за илегални прелазак преко границе сердар Вукотић му је поверио дужност командира пограничне чете у Ђаковици. Овде на црногорско—албанској граници провео је око пола године, све до почетка Првог светског рата, 1914. године. У граничном појасу затекао је веома лоше стање, које је пратило убијање војника и пљачка стоке од локалног становништва. Поједини официри, а посебно жандармеријски официри, нису се трудили да среде овакво стање, већ су га користили за лично богаћење. Ђоко се енергично борио против оваквог стања, због чега је често боравио на самој граници и старао се да не долази до заплене залуталих коња и стоке. На овај начин, успео је да успостави добар однос са мештанима околних албанских села и смири стање на овом делу границе, чиме су престали оружани напади на војнике.

### Први светски рат
Након избијања Првог светског рата, Ђоко је повучен из Ђаковице и укључен у састав Санџачке војске, којом је командовао сердар Јанко Вукотић. Заједно у садејству са Ужичком војском, под командом генерала Милоша Божановића, Санџачка војска је од краја августа до краја октобра 1914. године учествовала у Српско-црногорској офанзиви у Босни. Санџачка војска је најпре заузела Пљевља и Чајниче, а потом половином септембра прешла Дрину и крајем истог месеца избила на Јахорину, Романију и Пале, угрожавајући бок и позадину Аустроугарске војске, током битке на Дрини. Снажним аустроугарским противударом, током октобра, српско-црногорске снаге су се повукле на Дрину, чиме је била завршена офанзива у Босни.
Крајем 1914. године Ђокова Дољска чета, која се налазила у саставу Ловћенског одреда, премештена је на терен између Горажда и Чајнича, где је остала све до краја октобра 1915, када је уследила општа аустроугарска офанзива на Србију, а потом и на Црну Гору. Схватајући да план повлачења Српске војске предвиђа прелазак преко Црне Горе, Аустроугарска је крајем октобра део својих снага усмерила према Црној Гори. Током борби у Босни, као и касније током аустроугарске офанзиве, Ђоко се као командир чете, истакао у вођењу своје јединице, али и као борац учествујући у директним борбама на Дрини, Гласинцу и посебно на Јавору. Након повлачења у Црну Гору, његова чета била је додељена јединицама које су браниле Ловћен. Након тродневних борби са бројнијим непријатељским снагама, његова чета једина се није повукла са положаја иако су то учиниле остале јединице. Тек по добијању наређења о повлачењу, Ђоко је повукао своју чету.
Након повлачења са Ловћена, наређено му је да са четом крене према Даниловграду, али га је на том путу јануара 1916. затекла вест о капитулацији Црногорске војске. Као официр био је дужан да положи оружје своје јединице, али је он позвао воднике из своје чете и рекао им да посаветују војнике да не изврше ово наређење и да пушке понесу кућама и посакривају на сигурним местима. Већина војника је послушала његов савет, па је ово била једина чета у овом крају која није предала оружје окупатору. Аустроугарске војне власти су сазнале за ово и позвале Ђока на разговор, али се он оправдао да су војници самовољно однели пушке кућама. Због успешног командовања јединицом, али и исказану храбрости у борбама, сердар Јанко Вукотић га је у току рата предложио за одликовање и унапређење у чин поручника, али је краљ Никола одбио овај предлог.
После капитулације, вратио се у родно село, али је убрзо био ухапшен и интерниран у заробљенички логор Болдогасоњу у Мађарској (данас Фрауенкирхен у Аустрији). Био је затворен са бројним црногорским официрима, међу којима су били Јанко Вукотић, Крсто Поповић и др. У овом логору налазила се и група заробљених босанских Срба, који су се као добровољци прикључили Црногорској војсци током њене офанзиве у Босни. Како су они били аустроугарски држављани, у логору су третирани као издајници и држани у оковима у посебним баракама, одвојено од других интернираца. Међу овим заробљеницима, била су и деветорица добровољаца из Ђокове чете. Да би се спасили сигурне смрти, добровољци су приликом истраге тврдили да су у Црногорску војску били присилно мобилисани. У намери да провере њихове тврдње, судске власти су почеле са саслушавањем интернираних официра. Не знајући шта је у питању, неколико официра је оповргло ове тврдње, па су добровољци из њихових јединица били стрељани. Приликом суђења добровољцима из његове чете, Ђоко је суду потврдио да их је он присилно мобилисао и користио као физичке раднике, након чега су били ослобођени оптужби и пребачени у заробљенички логор. Након повратка у логор, Ђоко је остале официре посавјетоваo да пред судом учине исто и на тај начин спасу заробљене добровољце. За заслуге исказане у току Првог светског рата, Ђоко је након рата био одликован Медаљом за храброст, познатом као Медаља Милоша Обилића.

### Међуратни период
После слома Аустроугарске, крајем 1918. године Ђоко се вратио кући. Услед велике исцрпљености, његов физички изглед толико се променио, да га је породица једва препознала. Након што се мало опоравио, као велики присталица уједињења Црне Горе и Србије и стварања заједничке југословенске државе ступио је у нову Југословенску војску. Иако се у заробљеничком логору добро држао, неколико месеци након пријема у нову војску није добио распоред. Када је отишао у Никшић, од других официра је дознао да је командант војног округа, прикупљајући податке о официрима преузетим из Црногорске војске, дознао све о Ђоковим проблемима са министром Мартиновићем, па му није хтео дати распоред. Пола године након добијања распореда, Ђоко је дошао у лични сукоб са командантом војног округа, а недуго потом је дошао у нови проблем јер није желео да потпише обавештење о наређењу министра војног којим су црногорски официри требало да се одрекну одликовања добијених од краља Николе. Иако због сукоба с краљем, није имао ниједно одликовање, није желео да потпише обавештење о пријему ове наредбе, сматрајући је увредљивом према официрима који су одликовања стекли за храброст у борбама. Услед отпора већег броја бивших официра Црногорске војске ова наредба је након пар месеци била повучена.
Због лошег односа војних власти према бившим црногорским официрима, који су прешли у Југословенску војску, Ђоко је одлучио да напусти војну службу. Након извесног времена, приликом једног ноћног дежурства, као дежурни официр пропустио је да обиђе једно стражарско место. Исте ноћи, Црногорски комити, који су се борили против власти Краљевине СХС, извршили су напад на градске страже, након чега је дошло до узбуне у целом Никшићу. Када је командант војног округа дознао да Ђоко као дежурни официр није обишао једно од три стражарска места, која су била нападнута, оптужио га је за сарадњу са комитама и обавестио команданта дивизије, који је наредио да се казни са двадесет дана затвора. Овај догађај, само га је учврстио у својој намери да напусти војску, па је крајем 1923. године пензионисан у чину капетана.
Након пензионисања, Ђоко је како би својој деци омогућио да се школују, продао породично имање у Долу Пјешивачком, код Даниловграда и купио имање у Мокром Долу, код Никшића. Овде се посветио породици и подизању имања, а у слободно време се бавио ловом. Често је одлазио у Никшић, где је пријатељске односе одржавао са доктором Ником Мартиновићем, братом генерала Митра Мартиновића. Разочаран политичким збивањима у Краљевини Југославији потпуно се пасивизирао и није излазио на изборе. Његови синови, Војислав и Бранко су се током гимназијских дана прикључили омладинском револуционарном покрету и постали чланови тада илегалног Савеза комунистичке омладине Југославије (СКОЈ), због чега је старији Војислав средином 1930-их година био избачен из гимназије. Ђоко синовима није бранио да учествују у комунистичком покрету, али их је саветовао да се пазе од полиције. Још у заробљеништву постао је близак пријатељ са Лазаром Ђуровићем, који је био члан илегалне Комунистичке партије (КПЈ). Често је од синова узимао илегалне летке и читао, информишући се тако о акцијама КПЈ на терену Никшића.

### Устанак 1941.
Иако је имао скоро 70 година, Ђоко се као резервни официр почетком априла 1941. одазвао на мобилизацију. Према ратном распореду отишао је у Требиње, ради преузимања дужности руководиоца спреме Допунске команде Зетске дивизијске области. Упркос његовим очекивањима да ће војска успети да пружа отпор  барем неколико месеци, овде га је након свега две недеље затекла вест о капитулацији Југословенске војске. Као и приликом капитулације Црногорске војске, јануара 1915, одлучио је да своје оружје не предаје непријатељу, па је кући понео пушку, 150 метака и пет бомби. Потиштен због брзе пропасти војске и окупације земље, Ђоко се осамио. Ретко је навраћао код комшија, а највише времена проводио је у кући или шетњи по имању. Знао је да ће уколико дође до устанка, двојица његових синова и две старије ћерке поћи у борбу, али је бринуо о супрузи и три млађе ћерке, које су имале од шест до десет година. Његови синови, као чланови Савеза комунистичке омладине, активно су учествовали у акцијама на припреми устанка у околини Никшића, али Ђоко је и од њих крио своју намеру да приступи борби.
Када је 13. јула 1941. у Црној Гори избио Тринаестојулски устанак четворо његове деце — синови Војислав (1914) и Бранко (1922) и ћерке Милојка (1919) и Анђелија (1926), рано изјутра су отишли на зборно место устаника. Увече истог дана, Ђоко је узео пушку, коју је донео из Априлског рата и прикључио се устаницима, који су били изненађени и обрадовани његовим доласком. Многи су се чудили што се у 69. години одлучио да пође у борбу, али је говорио да за њега нема другог пута. Неки од устаника су му као капетану понудили да буде командант, али је он одбио. Пошто је већина устаника била ненаоружана, предложио им је да изврше напад на жандармеријску станицу на Дуклу како би се наоружали. Пре напада, по његовом савету, жандарми су позвани на предају, што су и учинили, па су устаници заробили 12 пушака. Вест о Ђоковом доласку међу устанике, брзо се проширила по читавој околини, па су га руководиоци устанка у никшићком крају, позвали да дође у село Милочане како би га упознали. Када се састао са вођама устанка, познавао је само Вељка Зековића, који га је упознао са Митром Бакићем, Милинком Ђуровићем и Крстом Попиводом. Изненађени његовим годинама, али и његовом одлучношћу, обавестили су га да су формирали један устанички батаљон и понудили му место заменика команданта. Када је сазнао да је командант овог батаљона капетан Радојица Рончевић, кога је добро познавао, одбио је место заменика и упозорио руководство да припазе на Рончевића, јер је сматрао да ће их изневерити. Након тога, предложио је да пође у свој родни крај у Пјешивце, како би тамо радио на окупљању народа у борбу против окупатора, што су руководиоци устанка прихватили.
Доласком у Пјешивце, ступио је у устанички одред „Бијели Павле” и почео да ради на окупљању народа, јер је као потомак старе ратничке породице имао велики углед. Такође, руководиоци устанка у овом крају користили су његово војно искуство у планирању акција. Недуго након одласка из никшићког краја, Италијани и њихови сарадници дошли су у његову кућу у Мокром Долу, опљачкали је и ухапсили му жену Добрицу, након чега су старање о његове три малолетне ћерке преузеле комшије. Приликом пљачке његове куће, Италијани су пронашли једну његову фотографију из млађих дана, умножили је и поделили патролама које су трагале за устаницима.

Драга Анђо, 
 немој да те узнемиравају мисли на мене, мајку, брата и сестре. То ће ти сметати у борби. Од оног дана када си узела пушку треба да мислиш само на другове и борбу. Ако се још нијеси на то навикла, сад мораш. Борба је толико тешка и важна да на друге ствари не можеш мислити. Док се рат не заврши или док не погинеш, нека ти другови буду мјесто нас...

   — из Ђоковог писма ћерци Анђелији, 
Крајем августа 1941, по наређењу Покрајинског комитета КПЈ за Црну Гору и Боку, један устанички батаљон из никшићког среза упућен је у околину Гацког ради помоћи на организацији устанка у Херцеговини. Овај батаљон био је састављен од изабраних бораца, а међу њима се налазио и Ђоков најстарији син Војислав Павићевић. Заједно са Жуповским герилским батаљоном и четама народне војске из околине Гацког, Никшићки батаљон је у ноћи 5/6. септембра 1941. извршио напад на Гацко. Интервенцијом једног домобранског батаљона из Невесиња напад је пропао, а у овим борбама погинуо је Војислав Павићевић. Вест о погибији најстаријег сина, тешко га је погодила јер му је он био љубимац, а посебно јер је примио свега двадесетак дана након сазнања да му је жена ухапшена, а кућа опљачкана. Из велике жалости за сином, пустио је браду, коју није бријао све до ослобођења. Велика туга за погинулим сином, дала му је нову снагу да настави са радом на окупљању народа. Обилазио је села и говорио на конференцијама, позивајући народ да се прикључи Народноослободилачком покрету (НОП) и бори против окупатора и његових слугу. Након добијања вести о смрти брата, ћерка Анђа, која је била борац Другог ударног батаљона Никшићког одреда, послала му је писмо у коме је изнела своју бригу за здравље мајке, њега и осталих чланова породице. Пошто није имао папира да јој одговори, окренуо је писмо и на полеђини написао да не брине за породицу и да се у потпуности посвети борби. Након пријема очевог писма, Анђа га је показала једном другу, а он политичком комесару, који га је потом као пример правилног схватања борбе прочитао пред читавим батаљоном. О овом писму, касније се причало и по другим јединицама Никшићког партизанског одреда, а поред њега остала су упамћена још два његова писма, која је упутио Главном штабу НОП одреда Црне Горе и Штабу Никшићког одреда. Како је одисало борбеношћу и патриотизмом, писмо упућено Главном штабу, посебно се свидело Ивану Милутиновићу, делегату ЦК КПЈ у Црној Гори, који је наредио да се оно умножи и пошаље свим партизанским одредима Црне Горе.

### У Никшићком одреду
Крајем децембра 1941. Ђоко је дошао у Главни штаб НОП одреда Црне Горе, који се налазио у Гостиљу, код Подгорице и тада се упознао са Иваном Милутиновићем, делегатом ЦК КПЈ и Блажом Јовановићем, секретаром Покрајинског комитета КПЈ. У разговору са њима, изразио је жељу да се врати на терен Никшића, како би могао да преузме бригу о својим млађим ћеркама. Иван Милутиновић га је тада прекорио што није раније јавио да му је жена ухапшена, јер је постојала могућност да буде замењена за неког од заробљених италијанских официра. Након боравка у Главном штабу, вратио се у Пјешивце где је остао још неко време. Почетком јануара 1942, пре поласка у Никшић, Ђоко је отишао у Штаб одреда „Бијели Павле” како би се поздравио са друговима. Тада је команданта одреда Радомира Бабића упозорио на пуковника Бајa Станишића, који је био војни саветник у одреду. Пошто је Станишића познавао још из подофицирске школе, сумњао је у његову искрену подршку партизанима.
По доласку на терен никшићког среза, био је распоређен у Штаб Никшићког партизанског одреда, који се налазио у Горњем Пољу. Овде се упознао са командантом одреда Савом Ковачевићем, коме се одмах допала Ђокова одлучност и приврженост борби. Брзо су се спријатељили и Сава га је често питао за савете и тражио његово мишљење. Понекад је између њих долазило до жучних расправа, али је као старији Ђоко успевао да обузда плаховитог Саву. Временом се између њих развио веома присан однос, па је Ђоко без устезања могао Сави рећи све оно што му други нису смели. Знао је и да га прекори, када би у његовом присуству преоштро критиковао неког од бораца. Недуго након његовог доласка, у Горње Поље је прешао Главни штаб НОП одреда Црне Горе. Заједно са члановима Главног штаба, Ђоко је учествовао на зборовима и конференцијама. Иако су Иван Милутиновић, Митар Бакић, Веселин Маслеша и др, били веома добри говорници, редовно су позивали Саву и Ђока да са њима учествују на конференцијама и говоре окупљеном народу и борцима. Њихова појава остављала је утисак на окупљене, а Ђоко је увек говорио са пуно патриотизма и одлучности. Његови говори, посебно су се свидели новинару Веселину Маслеши, који их је бележио у своју свеску и касније читао члановима Врховног штаба.
Против партизанских снага у Црној Гори, Херцеговини и источној Босни, италијанско-квислиншке снаге су половином априла 1942. покренуле велику офанзиву. На широком фронту од Грахова до Колашина, црногорске партизанске снаге водиле су борбе против надмоћнијих италијанских снага, а како је тада дошло и до заоштравања сукоба са четницима, али и њихове сарадње са Италијанима, партизанске снаге су се нашле у веома тешкој позицији. Суочени са нападима бројнијих непријатеља, главнина партизанских снага из Црне Горе повлачила се ка Пиви. Заједно са партизанима повлачио се и велики број народа, углавном њихових присталица и чланова породица. Међу њима се налазила и Ђокова жена Добрица, која је након пуштања из затвора, заједно са млађим ћеркама прешла на ослобођену територију. Како се број људи, који је кренуо за партизанима, повећао до те мере да је борцима било немогуће да одступају и носе рањенике, Главни штаб је на Голији донео одлуку да се породице врате својим кућама. Ова одлука Ђока је тешко погодила, али јој се није противио. Доласком у Пиву, део бораца био је деморалисан ратним напорима и стањем у коме су се нашли. Ђоко је заједно са члановима Главног штаба обилазио борце и држао им патриотске говоре покушавајући да им врати веру у победу. Уз подршку делова Прве и Друге пролетерске бригаде, црногорски партизани су отпочели са постепеним повлачењем из Пиве према планинама Маглићу, Волујаку и Вучеву. Након преласка у Босну, Ђоко је 16. јуна 1942. у селу Тјентишту, код Фоче учествовао на Конференцији родољуба Црне Горе и Боке, на којој је поред војно-политичке ситуације разматран и рад Народноослободилачких одбора, а на крају конференције донета Резолуција у којој је оштро осуђен издајнички рад четника Драже Михаиловића, избегличке владе у Лондону и федералиста Црне Горе, као и изражена одлучност да се настави борба против окупатора и његових помагача.

### Са Петом пролетерском
У селу Љубини, код Фоче на планини Зеленгори, борцима црногорских партизанских одреда је 17. јуна 1942. прочитана наредба Врховног команданта НОВ и ПОЈ о формирању Четврте пролетерске црногорске ударне бригаде. Два дана потом, Јосип Броз Тито извршио је смотру новоформиране бригаде. Након што му је командант бригаде Пеко Дапчевић предао рапорт, Тито је обишао борце и том приликом Иван Милутиновић му је представио капетана Ђока Павићевића, једног од најстаријих партизанских бораца. Након сусрета са Титом, Иван Милутиновић је Ђоку доделио коња како би се могао лакше кретати. Пар дана касније, под доласку бригаде у Врбницу, Ђоко је прешао у Пету пролетерску црногорску ударну бригаду, пошто је она била формирана од бораца Никшићког партизанског одреда, у чијем се Штабу налазио пре почетка офанзиве. Такође, борци ове бригаде, били су његов син Бранко и ћерке Милојка и Анђелија. Налазио се у Штабу бригаде, на функцији саветника команданта бригаде, а поред осталих у Штабу бригаде су се налазили — командант Сава Ковачевић, политички комесар Радомир Бабић, заменик команданта Велимир Терзић, заменик политичког комесара Блажо Јовановић и руководилац Политодела бригаде Пуниша Перовић. Посебну бригу о Ђоку, водила је Љубица Ковачевић, супруга револуционара Николе Ковачевића и снаја Саве Ковачевића. Са Петом пролетерском бригадом, Ђоко је учествовао у маршу-пробоју у Босанску крајину, као и тешким борбама вођеним током овог марша против Немаца и усташа на Трескавици, Забрђу и Битовњи. Иако најстарији борац бригаде, активно је учествовао у борбама, као и у ношењу рањеника. Чланови Штаба су гледали да га максимално заштите од ратних напора, али он то често није дозвољавао.
Новембра 1943. године био је изабран за већника Антифашистичког већа народног ослобођења Југославије (АВНОЈ), када је дошао у ослобођени Бихаћ на његово Прво заседање. Овде се поново сусрео са Врховним командантом НОВ и ПОЈ Јосипом Брозом Титом, а током боравка у Бихаћу, дружио са најистакнутијим личностима Народноослободилачког покрета (НОП) — председником АВНОЈ-а др Иваном Рибаром, Иваном Милутиновићем, Младеном Ивековићем, песницима Иваном Гораном Ковачићем и Мирком Бањевићем и др. На све њих Ђокова личност и велика приврженост борби оставила је велики утисак. Такође, активно је учествовао у агитацији вршеној по ослобођеној територији Бихаћке републике, учествујући на зборовима и конференцијама. Децембра 1942, када је Глиго Мандић постављен за команданта Прве далматинске ударне бригаде добио је одређени број руководилаца из Пете црногорске пролетерске бригаде, а од Саве Ковачевића је тражио да му додели Ђока Павићевића за потребе агитације, сматрајући да ће његова појава оставити јак утисак на народ Далмације. Ђоко ову понуду није прихватио јер није могао да напусти Саву Ковачевића са којим је био веома близак. Након формирања Треће ударне дивизије, у чији су састав ушле Пета црногорска, Десета херцеговачка и Прва далматинска, Ђоко је постао саветник њеног команданта Пера Ћетковића. Када су се у Штабу Пете црногорске бригаде или Штабу Треће дивизије доносиле најважније одлуке или заповести увек је био присутан, а њихови команданти су често волели да чују његово мишљење.
Док је боравио у Босни, Ђоко је добио вест да му је жена Добрица поново ухапшена, а да су му три малолетне ћерке остале саме и да се о њима брину комшије. Сазнао је и да су му ћерку Милојку, борца Пете пролетерске бригаде заробили четници, као и да му се син Бранко разболео од трбушног и пегавог тифуса. Како се лечио у партизанској болници у близини Дрвара, Ђоко је отишао да га обиђе. Иако доктор Станко Младеновић није полагао велике наде у његово оздрављење, Бранко је успео да преживи. О својим породичним невољама, говорио је само са најближим друговима, међу којима је био Стојан Церовић. У најтежим тренуцима, када би га освојиле лоше мисли због породице, имао је прилику да запева неколико стихова из народних песама или Горског вијенца.

### У Четвртој офанзиви
Када је јануара 1943. отпочела Четврта непријатељска офанзива, јединице Треће ударне дивизије, у чијем се Штабу налазио Ђоко, морале су напустити Босанску крајину и под борбом се повлачити према Херцеговини и Црној Гори. Уочи напада на Прозор, фебруара 1943. дошао је на Шћит, где је у фрањевачком самостану био смештен Врховни штаб. Овде је присуствовао састанку Врховног команданта са командантима Прве, Друге и Треће дивизије. Након састанка, поздравио се са Титом и изразио бојазан за његову безбедност у самостану, због опасности од бомбардовања. Његова бојазан остварила се већ сутрадан, када су непријатељски авиони бацили пет бомби на самостан. Током кратког боравка у Шћиту, упознао се са књижевником Владимиром Назором, који га је када је чуо колико има година назвао најстаријим партизаном Југославије. Свој утисак о сусрету са Ђоком, Назор је забележио у свом дневнику С партизанима.
Приликом даљег повлачења, на Прењу је пронашао ћерку Анђелију, која је била тешко рањена приликом борби за Прозор. Како би растеретио борце који су је носили, дао јој је свог коња и преузео даљу бригу о њој. Након преласка Неретве, пронашао је сина Бранка, који је због изнемоглости од тифуса ишао на штакама, а био је и додатно рањен комадићима гранате приликом непријатељског бомбардовања. Старање о рањеној деци током продора у Херцеговину било је веома исцрпљујуће за њега, али био је упоран. Након доласка у Невесињско поље Ђоко је заједно са Пером Ћетковићем, командантом Треће ударне дивизије заноћио у једној кући. Ујутру су их напали непријатељски авиони, а након њиховог одласка упозорио је Пера да се не креће превише јер ће се авиони вратити. Перо је ипак морао поћи у Штаб Десете херцеговачке бригаде и на том путу у близини села Оџак био је тешко рањен, а пар дана потом је преминуо. Сахрани Пера Ћетковића присуствовали су и представници енглеске војне мисије који су тада снимили неколико фотографија. На једној од фотографија види се Перово тело на одру, а око њега стоје свештеник Треће дивизије Ђорђије Каденић, Перов отац Томо Ћетковић, Ђоко Павићевић, Сава Ковачевић и други. Негативи фотографија са Перове сахране доспели су у Лондон, а потом у Њујорк, где је горе поменута фотографија 6. јануара 1944. била објављена у листу Њујорк тајмс. Ова фотографија, на којој се виде Сава и Ђоко, била је једна од првих фотографија са југословенског ратишта која је доспела у западни свет.
Након Невесиња, главнина Треће дивизије прешла је у Гатачко поље, ослободила Гацко и извршила напад на усташко упориште Фазлагића кулу. Док су се водиле борбе око Гацког, Ђоко је размишљао како да пронађе гроб најстаријег сина Војислава, који је овде погинуо септембра 1941. године. Уз помоћ Благоте Рамовића, успео је да пронађе кућу сељака који је знао за погибију и гроб његовог сина. Након што је нашао синовљев гроб, организовао је пренос његових посмртних остатака на сеоско гробље. После напуштања Гацка, Ђоко је са Петом пролетерском бригадом наставио наступање према Никшићу, где су партизанске снаге почетком маја 1943. успеле да на Јаворку разбију јаке италијанско-четничке снаге. Убрзо након ове борбе, добио је радосну вест да је његова ћерка Милојка успела да побегне из заробљеништва и поново се прикључи партизанима.

### Поново у Црној Гори
Када је половином маја 1943. отпочела Пета непријатељска офанзива, непријатељске снаге су партизанске снаге потискивале према кањону Сутјеске. Врховни штаб НОВ и ПОЈ и Централни комитет КПЈ донели су тада одлуку да се чланови Покрајинског комитета КПЈ за Црну Гору и Боку, на челу са Блажом Јовановићем пробију у Црну Гору, са задатком поновног организовања оружане борбе. Заједно са Савом Ковачевићем, Блажо је тада од чланова комитета и одабраних бораца формирао мањи батаљон с циљем да се пробије из обруча и пребаци у непријатељску позадину. За команданта батаљона био је одређен Никола Поповић, а међу одабраним борцима, налазио се и Ђоков син Бранко Павићевић. Такође, међу члановима комитета и борцима батаљона налазили су се Радоје Дакић, Пуниша Перовић, Андрија Мугоша, Бошко Ђуричковић, Ђедо Милутиновић, Јанко Тадић и др. Желећи да се врати у Црну Гору, Ђоко је замолио Саву да и њега укључи у састав батаљона, што је овај након договора са Блажом учинио.
Након неколико дана тешких борби на Вучеву, батаљон је у ноћи 11/12. јуна успео да изврши пробој и кроз непријатељске редове се пробије према Маглићу. Одатле су успели да се пробију преко Пиве и дођу на територију Црне Горе, где су у подножју Жагрице наишли на збег народа, који је престрављен терором окупатора био потпуно деморалисан. За изнемогле борце, прелазак преко Жагрице био је један од најтежих напора у току пута од Сутјеске до Црне Горе. Иако доста старији и слабији од осталих, Ђоко је храбрио борце да издрже овај последњи напор. На катуну Латично у Пиви, борци су наишли на збегове народа који су их окрепили храном и млеком. Овде су се срели са борцима Пете пролетерске бригаде, чије су јединице биле разбијене у току пробоја на Сутјесци, па су кренули пут Црне Горе. Од њих су дознали појединости о пробоју Треће дивизије и Централне болнице, као и погибији Саве Ковачевића. По доласку на Голију, 19. јуна 1943. Покрајински комитет је извршио распоред другова у разне крајеве Црне Горе. Ђоко и његов син Бранко били су упућени на рад у Пјешивце.
Након доласка у Пјешевице, придружила им се Ђокова ћерка Анђелија, која се налазила међу борцима који су се након Сутјеске пробили у Црну Гору. Пошто су на овом терену доминирали четници Драже Михаиловића, Ђоко се са ћерком и сином скривао у једној пећини, где су им рођаци и јатаци доносили храну. Повремено су обилазили села и бавили се политичким радом, а били су повезани и са другим илегалцима. Илегални политички рад био је веома тежак у Пјешевицима, а посебно након капитулације Италије, септембра 1943. када су Црну Гору окупирали Немци. Истог месеца, Ђоко је у Горњем Пољу, код Никшића присуствовао састанку Покрајинског комитета КПЈ за Црну Гору и Боку на коме је формиран Иницијативни одбор за сазивање антифашистичке скупштине Црне Горе и тада био изабран за члана Иницијативног одбора. Као велики поборник ослободилачке борбе још децембра 1941. постао је кандидат за члана Комунистичке партије, али услед бурних догађаја који су потом наступили и његовог одласка са главнином партизанских снага у Босну, изгубио је везу са члановима КПЈ који су га кандидовали за пријем у партију. Приликом боравка у Горњем Пољу, секретар Покрајинског комитета Блажо Јовановић сазнао је да Ђоко још није примљен у чланство Комунистичке партије Југославије (КПЈ) и одмах га учланио у његовој 71. години. Нешто касније, Указом Врховног команданта НОВ и ПОЈ Јосипа Броза Тита 1. новембра 1943. додељен му је чин пуковника НОВЈ.
У току припрема за заседање народних представника учествовао је на сеоским зборовима и конференцијама. Када је 15. новембра 1943. у Колашину одржано заседање Земаљског антифашистичког веће народног ослобођења Црне Горе и Боке (ЗАВНОЦГиБ) као најстарији делегат Ђоко је отворио заседање. Као делегат учествовао је на Другом и Трећем заседању ЗАВНО Црне Горе и Боке, а јула 1944. када је оно прерасло у Црногорску антифашистичку скупштину народног ослобођења (ЦАСНО) постао је њен посланик. У пролеће 1944. када је одређени део Црне Горе био ослобођен, Ђоко је изабран за председника Црвеног крста за никшићки срез. Као делегат ЗАВНОЦГиБ учествовао је 1. маја 1944. на првој свечаној првомајској прослави у ослобођеном Колашину, на којој су учествовали представници из свих крајева Црне Горе. Као познати истакнути партизански борац био је позиван на свечане седнице на којима су формирани Народноослободилачки обласни одбори у Пљевљима, Гацком и другим местима. Након ослобођења Никшића 18. септембра 1944. Ђоко је у њему наставио са политичким радом све до краја рата. Овде је успео да окупи породицу и обнови породичну кућу.

### Послератни период
Током рада у ослобођеном Никшићу, крајем 1944. и почетком 1945. године Ђоко се највише ангажовао у раду Црвеног крста. Био је биран за председника Црвеног крста и потпредседника Народноослободилачког фронта у никшићком срезу, а потом и за члана Главног одбора Народноослободилачког фронта Црне Горе. Одмах по завршетку Другог светског рата, маја 1945. био је пензионисан у чину пуковника Југословенске армије. На изборима за Уставотворну скупштину Црне Горе 3. новембра 1946. био је изабран за народног посланика, а као најстарији посланик отворио је прву седницу Уставотворне скупштине, одржану 20. новембра 1946. на Цетињу.
Упркос годинама и након рата је наставио са политичком активношћу, а посебно се ангажовао у току борбе Комунистичке партија Југославије са „Информбиром” и касније у току Тршћанске кризе говорећи на масовним састанцима и зборовима. Као почасни гост био је позиван на републичке и савезне конгресе и конференције Комунистичке партије, Народног фронта, Савеза бораца НОР и др. Године 1952. је у Пећи присуствовао десетогодишњици формирања Пете пролетерске црногорске ударне бригаде. Често су га обилазили ратни другови, међу којима су били Блажо Јовановић, Вељко Зековић, Пеко Дапчевић и др. Његова појава привлачила је пажњу уметника. Сликари Петар Лубарда и Јован Зоњић израдили су његове портрете, а вајар Стеван Боднаров бисту у бронзи.
Присуствовао је на свечаностима приликом Титових посета Никшићу 20. септембра 1959. и 12. маја 1969, а 9. маја 1965. присуствовао је свечаном пријему у Палати федерације поводом двадесетпете годишњице победе над фашизмом.
Преминуо је 4. јуна 1970. године у Никшићу у својој 98. години. Сахрањен је уз највише војне почасти на гробљу у Никшићу.
Носилац је Партизанске споменице 1941. и других југословенских одликовања, међу којима су — Орден заслуга за народ са златном звездом, Орден братства и јединства са златним венцем, Орден партизанске звезде са сребрним венцем и Орден за храброст. Указом председника ФНР Југославије Јосипа Броза Тита за истакнути беспримерни хероизам у борби против народних непријатеља и осведочено јунаштво и заслуге у току Народноослободилачког рата од 1941. до 1945. одликован је 27. новембра 1953. године Орденом народног хероја. Био је најстарији носилац овог високог југословенског одликовања, као и један од најдуговечнијих народних хероја. Од њега су поживели дуже једино стогодишњаци — Петар Матић, Андреана Дружина, Лазо Радаковић и Вецо Радичевић.
Једна улица у београдском насељу Котеж носи његово име.

## Записи о Ђоку
Као најстарији партизански борац, али и веома снажна личност која је у потпуности била предана борби и патриотизму, Ђоко Павићевић је оставио утисак на све личности са којима се упознао у току Народноослободилачког рата, а неки од њих су у својим ратним дневницима оставили забелешке о њему.
Књижевник Мирко Бањевић, који је у току рата уређивао партизанску штампу, крајем 1942. године је у листу Партизанска ријеч, који је био орган Пете пролетерске бригаде, објавио репортажу о Ђоку Павићевић, у којој је написао пар речи о његовом изгледу и животном путу:
| „ | Густа сједа брада, кошчато мрко лице Ђока Павићевића, слика је старијих јунака какви су били хајдуци-осветници раје... Као мрки орле, данас стари Ђоко гази босанске планине и не уступа. На маршу је често носио и рањенике у најтежим тренуцима и тиме давао риједак примјер млађима. А где је било засједе и ту се показивао с пушком у старој руци. Он воли да иде са батаљоном. — Само оваква војска, само оваква борба може извести народ из мука на прави пут за бољи живот. Оваквима треба да припада будућност. Досад, синко, није било правде! Не, не! Тако и данас наглашава овај јунак старог кова. Он и данас мисли како би помогао нашој борби где год може. Он мисли и на повратак у завичај. Поуздан је да ће његови племеници поново устати... | ” |

О сусрету са Ђоком књижевник Владимир Назор је 15. фебруара 1943. у свом ратном дневнику, који је након рата објавио под називом С партизанима, оставио следећи запис:
| „ | Нашао сам се овдје с оним партизаном из Црне Горе који је старији од мене. То је друг Ђоко. Какав ли је да од бога нађе! Једва је нешто крупнији и виши од мене, али каква глава! Још бујне власи; бијела рудаста брада покрила му готово читаво лице бакарне боје, чврста носа, дебелих бркова и дубоких бора. Чиме она највише сјећа на Зевсову главу, јесу Ђокове обрве, дуге, густе и црне. Увјерен сам да би се од њих могла потрести гора Олимп смо кад би Црногорац знао затрептати с њима као Хромосов син... Да сам сликар, цртао бих свакако ту браду, тај нос и те обрве, од којих се очи једва виде. | ” |

Правник и новинар Младен Ивековић је 9. марта 1943. у свом ратном дневнику, који је након рата објавио под називом Непокорена земља, о Ђоку оставио следећи запис:
| „ | Од свих родољуба, који се овдје налазе на бризи штаба дивизије, најдражи ми је Ђоко Павићевић. Њему је преко седамдесет година. Из Црне Горе пошао је с првим партизанима... Херојски подноси Ђоко своју несрећу. Ни једном му у оку није засијала суза... Замишљен сједи понекад стари Ђоко и погнуте главе пјевуцка у своју браду муклим и продорним гласом јуначке црногорске напјеве (Кад Ђоко пјева, сви знамо, да га обузимају мисли о дјеци и жени). Тако он растјерује тугу. Сви су према њему пажљиви, сви га воле. | ” |